# Softair

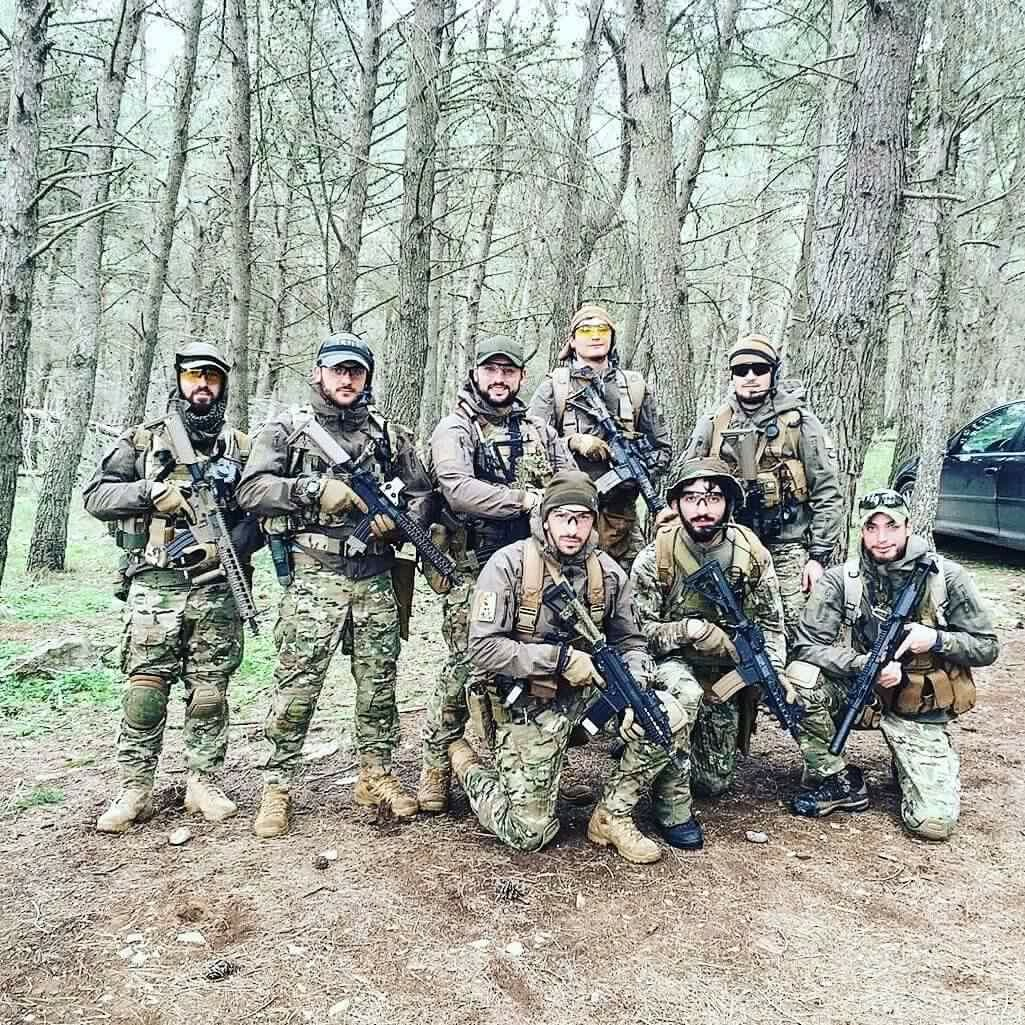
Softgunners in posa.

Il Softair (anche noto come Air Soft) è uno sport di squadra basato sulla simulazione di azioni militari e prevede l'uso di equipaggiamento e anche veicoli simili o identici a quelli usati dagli eserciti di tutto il mondo.
Per la pratica di tale attività vengono utilizzate delle repliche di armi da fuoco dette air soft gun (ASG, letteralmente in italiano arma ad aria compressa, da cui il nome della disciplina) che sparano piccoli pallini in plastica o in materiale biodegradabile da 6 mm (disponibili in diverse grammature) alla potenza finale di massimo 0,99 Joule (in Italia), innocui per una persona (l'energia minima necessaria alla lacerazione della pelle risulta essere almeno 3 Joule).

## Storia
La pratica nacque in Giappone negli anni ottanta; in origine, le armi utilizzate erano giocattoli a tutti gli effetti ed utilizzavano propulsioni per lo più a gas ed a molla, alle quali seguirono poi i primi modelli ibridi (gas e molla). La prima riproduzione ad essere ufficialmente commercializzata fu del FAMAS, progettato dalla GIAT Industries, il quale rimane tuttora il modello più venduto tra le varie Air soft gun.
Il softair approdò successivamente in tutto il mondo verso gli anni novanta. Questa diffusione permise al mercato di differenziarsi, riuscendo così a soddisfare un numero sempre più crescente di richieste e necessità specifiche.

## Le regole

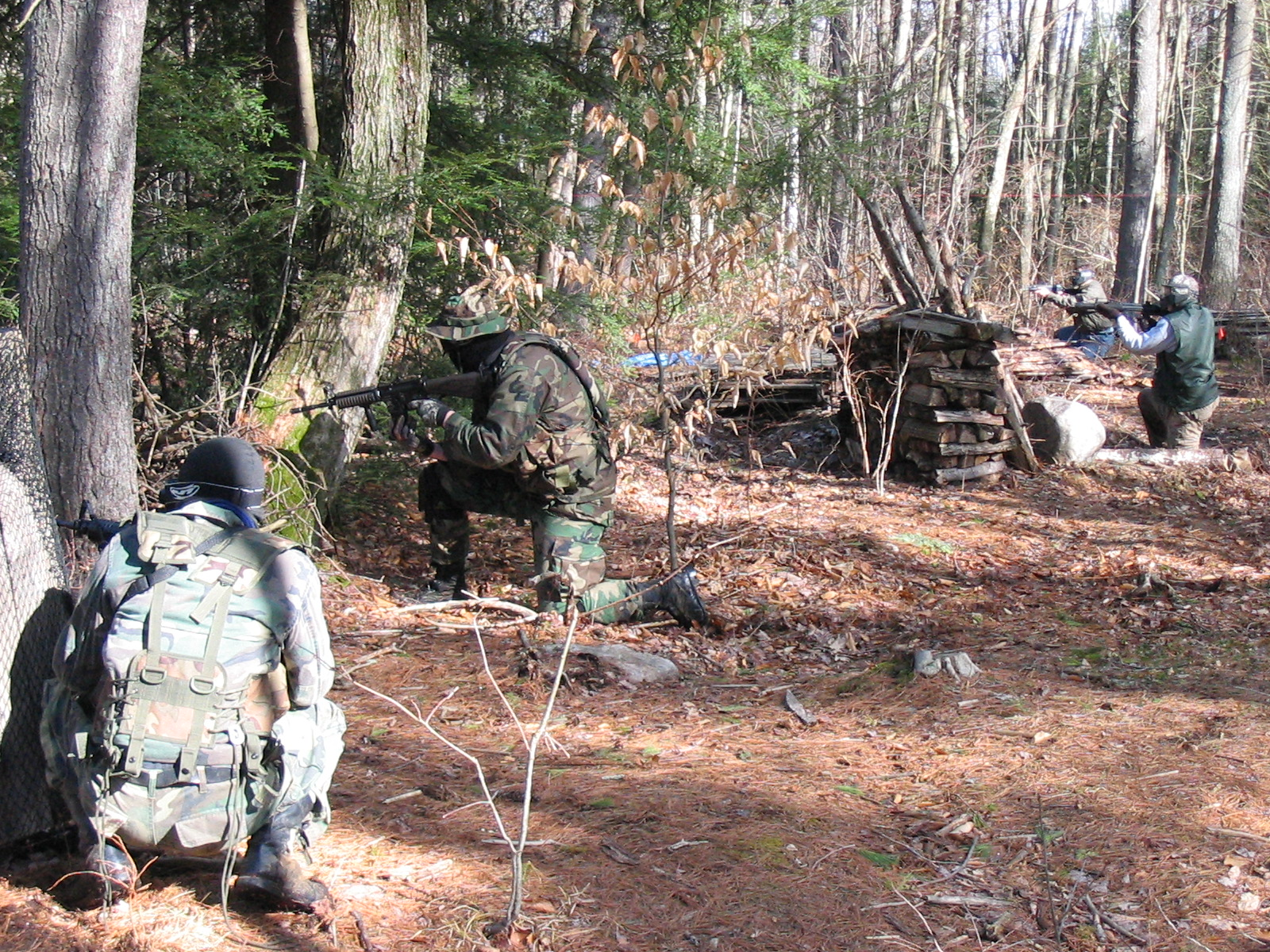
Giocatori in azione

Per motivi di sicurezza è obbligatorio per i giocatori indossare degli occhiali protettivi, o delle maschere integrali per proteggere il viso, poiché i pallini sono in grado di lacerare gli occhi e di frantumare la dentatura.
Il resto dell'attrezzatura di sicurezza (caschi, ginocchiere, gomitiere, guanti, ecc) non è obbligatoria da regolamento, ma viene lasciata alla disciplina dei singoli giocatori.
Se non si rispettano le norme di sicurezza basilari (uso di protezioni e della sicura delle repliche quando non in gioco ad esempio) è possibile anche che vi siano infortuni agli occhi o ai denti, ma si tratta di casi poco frequenti e facilmente evitabili se lo sport è praticato con attenzione e soprattutto con le dovute protezioni, come maschere facciali in neoprene, occhiali con lente doppia, elmetti, protezioni specifiche per le parti del corpo più deboli.
Per le azioni gioco, non esistono regolamenti ufficiali.

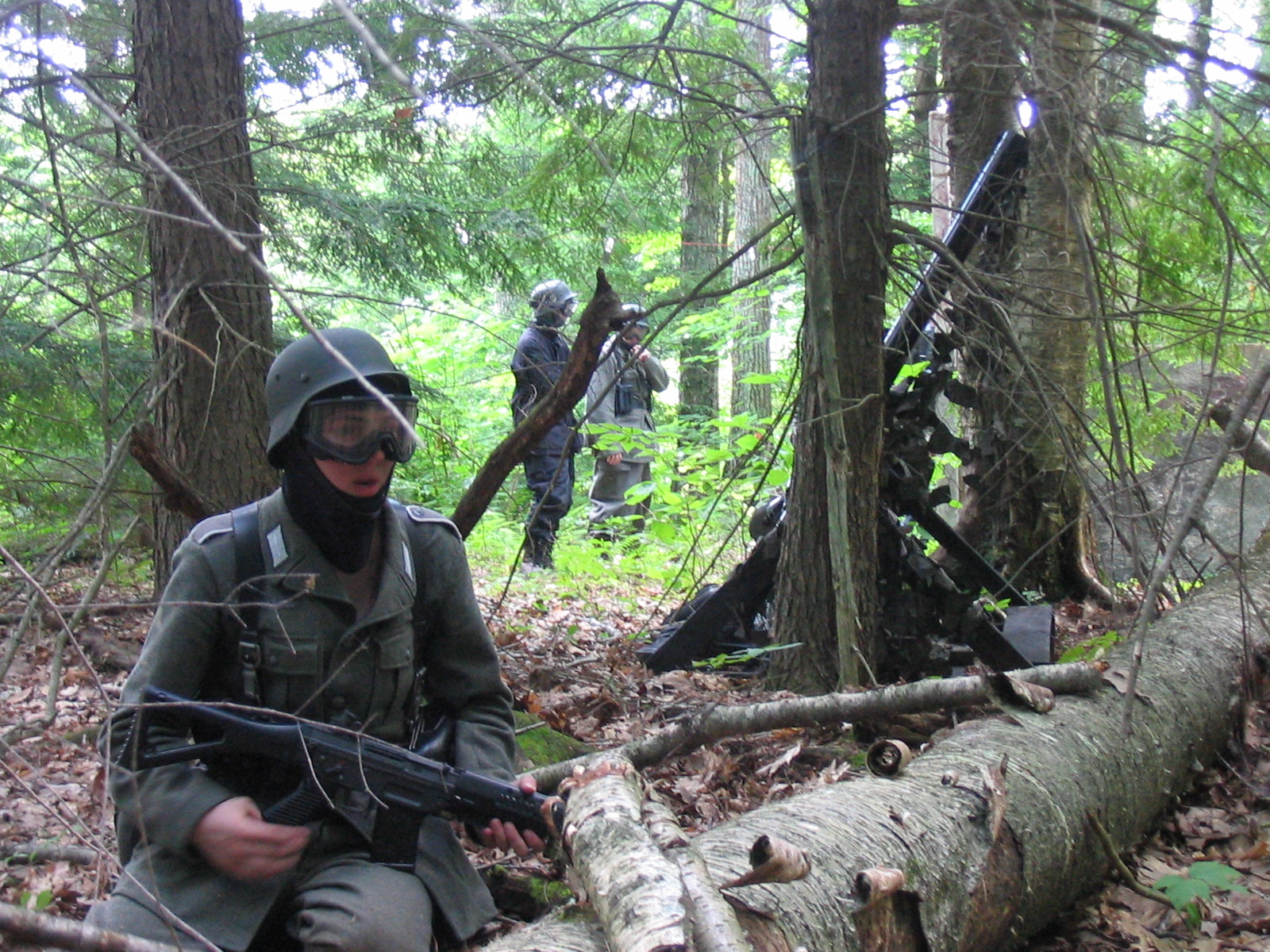
Certi gruppi prediligono un'uniformità, altri lasciano libertà ai membri, questo giocatore è vestito in modo da ricordare un tedesco della seconda guerra mondiale, ma usa una replica moderna; in secondo piano, giocatori senza equipaggiamento particolarmente uniforme.

## Attrezzatura

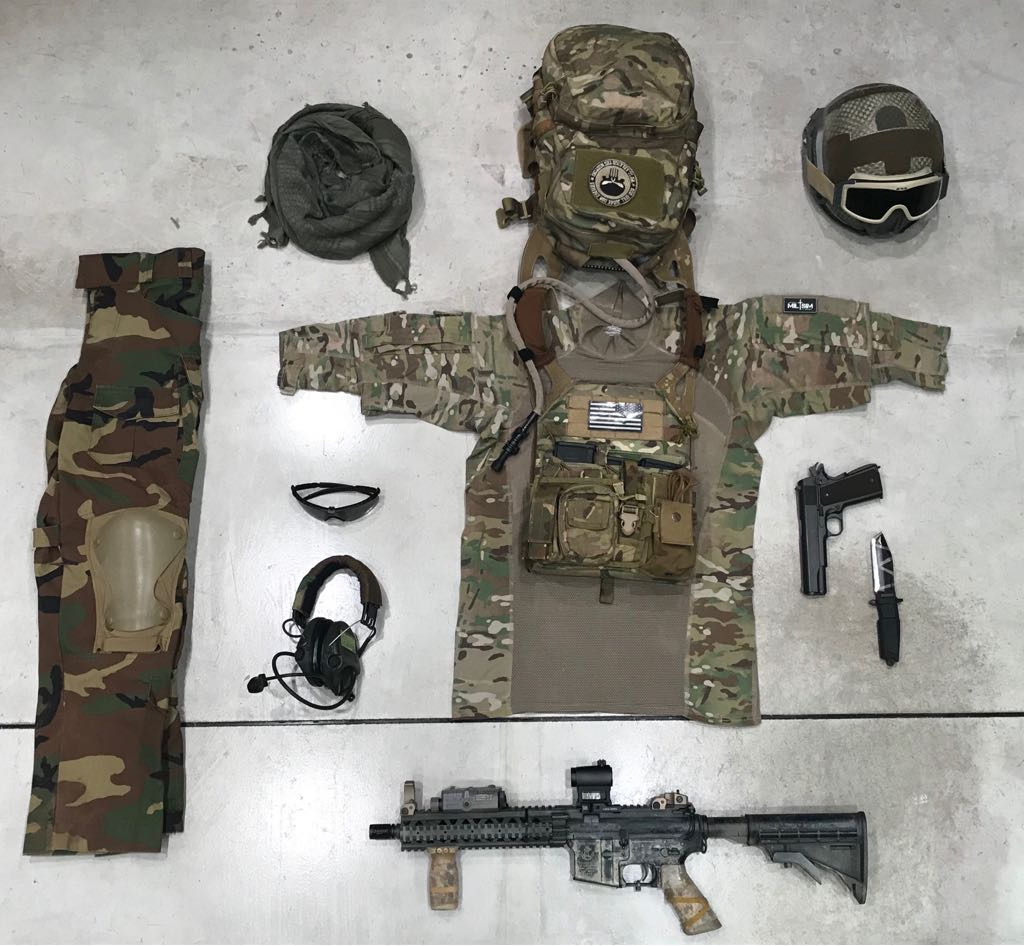
Esempio di equipaggiamento da SoftAir.

Schema di funzionamento di un'ASG elettrica

Le già citate air soft gun sono repliche più o meno fedeli di armi leggere le quali sparano pallini (spesso abbreviati BB, dall'inglese bullet ball) plastici. Hanno una gittata di circa 50 metri e un tiro utile sotto i 30 metri. La traiettoria dei pallini è modificabile tramite un gommino denominato Hop-Up, il quale imprime una rotazione verso l'alto, aumentandone la portata.
Le riproduzioni si dividono in due categorie principali:
- ASG a molla rinforzata, che sparano attraverso una molla collegata ad un pistone che viene rilasciato al momento dello sparo.
- AEG (dove la e sta per electric), che sparano sempre attraverso una molla ma questa volta collegata ad un motore elettrico che fornisce la carica, assorbita tramite l'impiego di un accumulatore elettrico, generalmente collocato all'interno del fucile stesso. Questo attiva il pistone (il motore viene azionato tramite una pressione sul grilletto) e consente di ripetere il processo molto più velocemente, in grado di simulare armi automatiche o semi-automatiche.

A loro volta suddivisibili a seconda del meccanismo di fuoco:
- elettrico: un motore, alimentato da un'apposita batteria aziona un sistema ad ingranaggi, i quali spingono una molla che, a fine corsa, con l'aria compressa nel pistoncino, espellerà il pallino. È il sistema più utilizzato nell'ambito del softair, in quanto più performante. Le batterie compatibili con i motori elettrici sono di diversi tipi: NiCd (oramai obsolete e fuori vendita), NiMH (le più comuni), LiFe (le più recenti) e LiPo; i vari tipi differiscono tra loro per prestazioni, tempo di ricarica e attenzione nell'utilizzo.
- a gas: questo sistema è tra i più utilizzati per le repliche delle pistole, ma è possibile trovare anche fucili d'assalto e di precisione. Non prevede ingranaggi o molle: il pallino viene espulso tramite la fuoriuscita del gas, contenuto nel caricatore. Il gas può essere: Green Gas (una miscela che simula la polvere da sparo) o CO2. Il Green Gas preserva meglio la replica, poiché contiene elementi lubrificanti; ma non è possibile utilizzarlo con temperature sotto i 15 °C a causa del restringimento degli ugelli di contenimento, facendolo fuoriuscire in quantità eccessiva. Il sistema a CO2 prevede una manutenzione maggiore, ma non presenta alcun problema di temperatura. I sistemi a gas sono soliti essere "scarrellanti", ovvero simulano il movimento del carrello o dell'otturatore durante lo sparo. La compressione del gas, necessaria per proiettare il pallino, si ottiene con la compressione (manuale o motorizzata) di un cilindro a molla, oppure precomprimendo il gas in serbatoi sigillati.
- manuale: il sistema prevede semplicemente un pistone, mosso da una molla, il quale andrà a sparare un pallino alla volta. L'azione di caricamento è manuale e viene utilizzato per simulare l'azionamento dei fucili Bolt-Action.

I pallini, di 6mm di diametro (con una tolleranza di +/- 0,05mm), sono composti da materiali plastici. Il peso dei pallini più utilizzati varia tra 0,20g e 0,30g. Esistono anche pallini con grammatura inferiore, quali 0,12g e 0,15g, e con grammature superiori, 0,32g, 0,35g, 0,40g, anche se difficilmente vengono usati. I primi sono troppo soggetti a deviazione a causa del vento, mentre i secondi aumentano la precisione, ma fanno perdere metri di gittata utile.

## Il softair in Italia
In Italia è presente nei settori sportivi ufficiali di alcuni enti di promozione sportiva riconosciuti dal CONI (es. CSEN, AICS, ASI, ACSI, ASC - Associazioni Sportive Confindustria). Recentemente è stato riconosciuto come sport anche dal CONI.
Le singole associazioni di Softair possono iscriversi al CONI risultando pertanto regolarmente iscritte al Registro Nazionale delle Associazioni e Società Sportive dilettantistiche.
Negli anni novanta del XX secolo nacquero vari enti di coordinamento nazionali o regionali ed associazioni come l'Associazione Sportiva Nazionale War Games (ASNWG) nata nel 1993 ed ora nota come Federazione Italiana Giochi Tattici (FIGT), che conta in Italia 15 Comitati Regionali, i Gruppi Autonomi Softair (GAS), la Federazione Italiana Soft Air (FISA), e diversi altri.
Gli enti sono responsabili delle organizzazioni delle attività di gioco, tra cui spiccano i tornei, alcuni di essi possono arrivare alle 48 ore consecutive di gioco. I tornei possono prevedere operazioni atte all'acquisizione di obiettivi (tramite ricognizione o azione di combattimento diretto), alla difesa del territorio nei confronti della/delle fazioni opposte, ad operazioni che simulano o riproducono scenari storici o recentissimi, talvolta utilizzando veri mezzi di trasporto come jeep, camion, gommoni ed elicotteri. 
Le squadre (costituite in Associazioni Sportive Dilettantistiche) sono formate da un numero variabile di giocatori che dipendono dalle possibilità organizzative dell'Associazione stessa.

### Campi da gioco
I campi da gioco sono essenzialmente di due tipi: boschivi ed urbani. Con boschivi si definiscono tutti i campi senza strutture artificiali complesse: ad esempio un classico bosco.
I campi definiti urbani sono quelli che presentano edifici, strade ed altre infrastrutture (civili, militari e/o industriali), agibili e utilizzabili attivamente durante la partita. In gergo questi scenari sono definiti CQB (Close Quarter Battle). È facile trovare campi urbani che comprendono una o più zone boschive.
Il proprietario del campo da gioco può essere:
- un privato;
- un ente pubblico.

Nel caso del privato, basta una semplice richiesta scritta, con la quale egli autorizzi il club a usufruire dei suoi terreni; deve comunque essere sempre informata la più vicina stazione dei Carabinieri o della Polizia.
Nel caso in cui il terreno appartenga ad un ente pubblico, va fatta richiesta scritta all'ente stesso e va informata la più vicina caserma dei Carabinieri o della Polizia. Quest'ultimo accorgimento, di solito, viene comunque adottato anche nel caso in cui l'incontro avvenga in una zona privata, di cui la squadra di soft air stesso sia proprietario; le comunicazioni vanno inoltrate all'Ufficio Relazioni con il pubblico della locale Questura, che ha esclusiva competenza in materia di ordine pubblico.
È necessario anche segnalare la zona in cui si svolgeranno le attività, con degli opportuni avvisi che spieghino cosa sta avvenendo, in modo da non allarmare inutilmente eventuali passanti.